# Mike McCallum
Pour les articles homonymes, voir McCallum.
Michael McKenzie McCallum, dit Mike McCallum, est un boxeur jamaïcain né le 7 décembre 1956 à Kingston et mort le 31 mai 2025 à Las Vegas (Nevada). Il devient champion du monde professionnel dans trois catégories de poids différentes entre 1984 et 1995.

## Carrière
Mike McCallum réalise une carrière amateur de tout premier plan en remportant en 1977 les championnats des États-Unis et les Golden Gloves dans la catégorie poids welters. À nouveau vainqueur des Golden Gloves en 1979, il passe professionnel en 1981 et bat aux points Sean Mannion le 19 octobre 1984 pour le gain du titre vacant WBA des super-welters. McCallum laisse à son tour cette ceinture vacante après une 6e défense victorieuse contre Donald Curry le 18 juillet 1987 pour boxer en poids moyens.
Malgré une défaite pour le titre WBA de cette catégorie aux dépens de Sumbu Kalambay le 5 mars 1988, il décroche son second titre mondial le 10 mai 1989 face à Herol Graham. Après trois nouvelles victoires contre Steve Collins Michael Watson (en) et Kalambay, il renonce à sa ceinture pour affronter le champion IBF de la catégorie, James Toney. Organisé à Atlantic City le 13 décembre 1991, le combat se termine par un match nul et la revanche par une défaite aux points.
Le boxeur jamaïcain décide alors de tenter sa chance en mi-lourds. Le 23 juillet 1994, il bat Jeff Harding devenant ainsi champion WBC dans une 3e catégorie de poids. McCallum conserve cette ceinture l'année suivante face à Carl Jones avant d'être battu aux points par Fabrice Tiozzo le 16 juin 1995. Il met un terme à sa carrière en 1997 après deux dernières défaites contre Roy Jones Jr et James Toney.

## Distinction
- Mike McCallum est membre de l'International Boxing Hall of Fame à partir de 2003.